# Franklin Delano Roosevelt Bridge
Die Franklin Delano Roosevelt Bridge (oder auch Franklin Delano Roosevelt Memorial Bridge) ist eine internationale Straßenverkehrsbrücke zwischen dem US-Bundesstaat Maine und der kanadischen Provinz New Brunswick. Sie verbindet den Ort Lubec in den USA mit der Insel Campobello Island in Kanada über die Lubec Narrows. Die Brücke ist nach dem 32. Präsidenten der Vereinigten Staaten, Franklin D. Roosevelt, benannt, der auf Campobello Island regelmäßig seinen Sommerurlaub verbrachte.

## Geschichte
Der Bau der Brücke wurde 1958 von den Regierungen der Vereinigten Staaten und Kanada beschlossen. Daraufhin wurde der sogenannte Campobello-Lubec Bridge Act als rechtliche Grundlage verabschiedet. Die beiden Regierungen beschlossen damals, dass die eine Hälfte der Arbeiter aus den USA und die andere Hälfte aus Kanada stammen sollte. Der Bau war in nur wenigen Jahren beendet und blieb sogar innerhalb des geplanten Budgetrahmens. Die Kosten beliefen sich geschätzt auf ca. 939.000 Dollar.
Die Einweihung fand 1962 mit 5000 Besuchern, Franklin D. Roosevelts Frau Eleanor Roosevelt und Roosevelts ältestem Sohn James Roosevelt statt. James Roosevelt durchschnitt damals das Band.

## Informationen und Daten
Die Brücke hat eine Länge von 268 Metern und erhebt sich bei Flut 14 Meter über den Meeresspiegel. Die Brücke wird von der einen Seite von der Maine State Route 189 und von der anderen Seite von der New Brunswick Route 774 erschlossen. Die Brücke ist die einzige Straßenverbindung zwischen dem Festland und Campobello Island, ohne Benutzung einer Fähre.

## Grenzübergang
Vor dem Bau der Brücke wurde die Lubec Narrows zwar schon von Fährschiffen überquert, jedoch gab es von der kanadischen und US-amerikanischen Seite nur stichprobenartige Grenzkontrollen. Nach Bau der Brücke operierten die US-Grenzschützer ca. zwei Jahre lang von einem Wohnwagen aus. 1963 wurde schließlich begonnen, ein Grenzübergangshäuschen aus Backstein zu bauen. Zur gleichen Zeit begannen auch die kanadischen Grenzschutzbehörden mit dem Bau eines Häuschens. Der Grenzübergang ist der am weitesten östlich gelegene und 115. Grenzübergang – von West nach Ost – an der Grenze zwischen Kanada und den Vereinigten Staaten.

## Kritik
2017 erhielt die Brücke von staatlichen Ingenieuren des Staates Maine eine Bewertung von 46 von maximal 100 Punkten. Im Jahr 2013 waren die Pfeiler repariert und verstärkt worden, aber der Hauptgrund für die schlechte Bewertung der Ingenieure ist der Zustand des Brückendecks und des Asphalts. Die Einschätzung der Ingenieure aus Maine unterscheidet sich grundlegend von der des New Brunswick Department of Transportation and Infrastructure mit einer Summe von 72 von 100 Punkten. Grund ist, dass die Ingenieure aus Maine das „Suffizienz“-Rating anwenden, das New Brunswick Department hingegen den Bridge Condition Index (BCI). Der Sprecher der Behörde wies jedoch darauf hin, dass diese Bewertung nur für den kanadischen Teil der Brücke gälte.

„It's near the end of its lifespan whether we want it or not.“

„Sie ist nahe am Ende ihrer Lebensspanne, ob wir es wollen oder nicht.“

Ebenfalls berichtete er, dass es immer wieder Bootsfahrer gäbe, die angaben, Rost und bröckelnden Beton gesehen zu haben.